# Hoa hậu Quốc tế 2024
Hoa hậu Quốc tế 2024 là cuộc thi Hoa hậu Quốc tế lần thứ 62, được tổ chức vào ngày 12 tháng 11 năm 2024 tại Tokyo Dome City Hall, Tokyo, Nhật Bản. Hoa hậu Quốc tế 2023 Andrea Rubio đến từ Venezuela đã trao vương miện cho người kế nhiệm mình là Huỳnh Thị Thanh Thủy đến từ Việt Nam vào cuối đêm chung kết.

## Kết quả

### Thứ hạng
| Kết quả              | Thí sinh |
| -------------------- | --- |
| Hoa hậu Quốc tế 2024 | - Việt Nam – Huỳnh Thị Thanh Thủy |
| Á hậu 1              | - Bolivia – Camila Roca |
| Á hậu 2              | - Tây Ban Nha – Alba Perez |
| Á hậu 3              | - Venezuela – Sakra Guerrero |
| Á hậu 4              | - Indonesia – Sophie Kirana |
| Top 8                | - Cộng hòa Séc – Alina Dementjeva - New Zealand – Samantha Poole - Ba Lan – Ewa Jakubiec |
| Top 20               | - Úc – Selina McCloskey - Cabo Verde – Akysanna Veiga - Cộng hòa Dominica – Miyuki Cruz § - Cuba – Shelbi Byrnes Garcia - Honduras – April Tobie - Ireland – Hannah-Kathleen Hawkshaw - Nhật Bản – Mei Ueda § - Mông Cổ – Bayaraa Suvd-erdene - Nigeria – Perpetual Ukadike § - Nam Phi – Belindé Schreuder - Nam Sudan – Amylia Deng - Đài Loan – Oceana Lin-Kurie |

§: Thí sinh được vào thẳng Top 20 nhờ bình chọn trực tuyến.

### Thứ tự gọi tên
| 1. Cabo Verde 2. Venezuela 3. Indonesia 4. Ireland 5. Cuba 6. New Zealand 7. Đài Loan 8. Nam Phi 9. Úc 10. Cộng hòa Dominica 11. Nhật Bản 12. Ba Lan 13. Cộng hòa Séc 14. Tây Ban Nha 15. Nam Sudan 16. Việt Nam 17. Honduras 18. Mông Cổ 19. Bolivia 20. Nigeria | 1. Bolivia 2. Indonesia 3. Cộng hòa Séc 4. Venezuela 5. Ba Lan 6. New Zealand 7. Việt Nam 8. Tây Ban Nha |

### Hoa hậu Châu lục
| Danh hiệu                               | Thí sinh                             |
| --------------------------------------- | ------------------------------------ |
| Hoa hậu Quốc tế châu Phi                | - Cabo Verde – Akysanna Veiga        |
| Hoa hậu Quốc tế châu Mỹ                 | - Cuba – Shelbi Byrnes Garcia        |
| Hoa hậu Quốc tế châu Á & châu Đại Dương | - Nhật Bản – Mei Ueda                |
| Hoa hậu Quốc tế châu Âu                 | - Ireland – Hannah-Kathleen Hawkshaw |

## Các giải thưởng đặc biệt
| Giải thưởng                 | Thí sinh                                                                              |
| --------------------------- | ------------------------------------------------------------------------------------- |
| Hình thể đẹp nhất           | - Honduras – April Tobie                                                              |
| Trang phục dạ hội đẹp nhất  | - Peru – Sofia Cajo                                                                   |
| Trang phục dân tộc đẹp nhất | - New Zealand – Samantha Poole                                                        |
| Hoa hậu Ảnh                 | - Mexico – Valeria Villanueva                                                         |
| People's Choice Award       | - Cộng hòa Dominica – Miyuki Cruz - Nhật Bản – Mei Ueda - Nigeria – Perpetual Ukadike |
| Đại sứ Du lịch Nhật Bản     | - Cabo Verde – Akysanna Veiga                                                         |

## Thí sinh tham gia
71 thí sinh được xác nhận tham gia cuộc thi:
| Quốc gia/Vùng lãnh thổ | Thí sinh                 | Tuổi | Quê quán               |
| ---------------------- | ------------------------ | ---- | ---------------------- |
| Albania                | Desara Hatija            | 18   | Tirana                 |
| Argentina              | Maria Agostina Galfre    | 19   | Buenos Aires           |
| Úc                     | Selina McCloskey         | 23   | Eleebana               |
| Bangladesh             | Efa Tabassum             | 28   | Rangpur                |
| Bỉ                     | Luka Deproost            | 24   | Lichtaart              |
| Bolivia                | Camila Roca              | 26   | Santa Cruz             |
| Brazil                 | Emilly Soares            | 18   | Ouro Branco            |
| Bulgaria               | Kristiyana Yordanova     | 27   | Provadia               |
| Cabo Verde             | Akysanna Veiga           | 25   | Santa Catarina         |
| Campuchia              | Chanreaksmey Loy         | 23   | Phnôm Pênh             |
| Canada                 | Jessica Bailey           | 27   | Langley                |
| Chile                  | Kelsey Kohler            | 25   | Viña del Mar           |
| Trung Quốc             | Shi Xiaoxuan             | 24   | Bắc Kinh               |
| Colombia               | Juanita Urrea            | 24   | Armenia                |
| Costa Rica             | Jussan Sandoval          | 27   | Alajuela               |
| Bờ Biển Ngà            | Nadine Maulani Konan     | 23   | La Mé                  |
| Cuba                   | Shelbi Byrnes Garcia     | 27   | Las Vegas              |
| Cộng hòa Séc           | Alina Demenťjeva         | 23   | Vídeň                  |
| Cộng hòa Dominica      | Miyuki Cruz              | 27   | Santo Domingo          |
| Ecuador                | Paulethe Cajas           | 23   | Quito                  |
| El Salvador            | Luciana Martínez         | 25   | San Salvador           |
| Ethiopia               | Hermela Nigussie         | 23   | Addis Ababa            |
| Phần Lan               | Tiia Aalto               | 24   | Helsinki               |
| Pháp                   | Camille Platroz          | 24   | Marseille              |
| Ghana                  | Celestina Obeng          | 28   | Tepa                   |
| Guatemala              | Helen Morales            | 27   | Puerto Barrios         |
| Hawaii                 | Melody Shin Higa         | 27   | Aiea                   |
| Honduras               | April Tobie              | 25   | Roatán                 |
| Hồng Kông              | Beata Zhang              | 26   | Hồng Kông              |
| Ấn Độ                  | Rashmi Shinde            | 26   | Mumbai                 |
| Indonesia              | Sophie Kirana            | 24   | Sleman                 |
| Ireland                | Hannah Kathleen Hawkshaw | 26   | Dublin                 |
| Ý                      | Eva Shostak              | 27   | Montefiascone          |
| Nhật Bản               | Mei Ueda                 | 26   | Kumamoto               |
| Hàn Quốc               | Chung Gyu-ri             | 26   | Gangwon                |
| Kyrgyzstan             | Aiperi Nurbekova         | 26   | Bishkek                |
| Lào                    | Shasikone Shasit         | 18   | Champasak              |
| Liberia                | Kindness Wilson          | 26   | Monrovia               |
| Luxembourg             | Chiara Vanderveeren      | 28   | Leuven                 |
| Ma Cao                 | Shirley Zhou             | 21   | Ma Cao                 |
| Malaysia               | Ashlyn Ooi               | 27   | Kuala Lumpur           |
| Mexico                 | Valeria Villanueva       | 26   | Manzanillo             |
| Moldova                | Arina Mardari            | 21   | Străşeni               |
| Mông Cổ                | Bayaraa Suvd-erdene      | 21   | Khentii                |
| Myanmar                | Khaing Zar Thant         | 21   | Yangon                 |
| Nepal                  | Karuna Rawat             | 25   | Tanahu                 |
| Hà Lan                 | Christina Lazaros        | 28   | Amsterdam              |
| New Zealand            | Samantha Poole           | 21   | Auckland               |
| Nicaragua              | Mariela Cerros           | 25   | Ocotal                 |
| Nigeria                | Perpetual Ukadike        | 27   | Onitsha                |
| Panama                 | Liliam Ashby Barrera     | 24   | Thành phố Panama       |
| Paraguay               | Jimena Sosa              | 24   | Hohenau                |
| Peru                   | Sofia Cajo               | 26   | Ica                    |
| Philippines            | Angelica Lopez           | 23   | Puerto Princesa        |
| Ba Lan                 | Ewa Jakubiec             | 27   | Wroclaw                |
| Bồ Đào Nha             | Maria Rosado             | 23   | Ourém                  |
| Puerto Rico            | Zahira Mariel            | 24   | Isabela                |
| Romania                | Miriam Tigau             | 23   | Bucharest              |
| Sierra Leone           | Yalissa Kargbo           | 25   | New York               |
| Singapore              | Vanessa Tiara Tay        | 27   | Singapore              |
| Nam Phi                | Belindé Schreuder        | 28   | Lephalale              |
| Nam Sudan              | Amylia Deng              | 25   | Juba                   |
| Tây Ban Nha            | Alba Perez               | 22   | Cádiz                  |
| Sri Lanka              | Maya Dmitri              | 21   | Colombo                |
| Đài Loan               | Oceana Lin-Kurie         | 24   | Đài Bắc                |
| Thái Lan               | Apisara Thadadolthip     | 27   | Chiang Mai             |
| Ukraine                | Sofia Zghoba             | 19   | Lviv                   |
| Anh Quốc               | Tiny Simbani             | 23   | Luân Đôn               |
| Hoa Kỳ                 | Alysa Cook               | 23   | Pace                   |
| Venezuela              | Sakra Guerrero           | 24   | San Juan de los Morros |
| Việt Nam               | Huỳnh Thị Thanh Thủy     | 22   | Đà Nẵng                |

## Chú ý

### Lần đầu tham gia
- Albania

### Trở lại
| - Lần cuối tham gia vào năm 1970: - Bulgaria - Lần cuối tham gia vào năm 2013: - Kyrgyzstan - Lần cuối tham gia vào năm 2015: - Luxembourg - Lần cuối tham gia vào năm 2016: - Ireland - Lần cuối tham gia vào năm 2017: - Sierra Leone - Lần cuối tham gia vào năm 2018: - Ethiopia | - Lần cuối tham gia vào năm 2019: - Argentina - Trung Quốc - Liberia - Nam Sudan - Ukraine - Lần cuối tham gia vào năm 2022: - Cabo Verde - Honduras - Ý - Romania |

### Bỏ cuộc
| - Angola - Đan Mạch - Estonia - Hy Lạp - Jamaica | - Lesotho - Lithuania - Martinique - Mauritius - Na Uy | - Pakistan - Serbia - Tunisia - Uganda - Zimbabwe |

## Các thí sinh tham dự cuộc thi sắc đẹp quốc tế khác
| Quốc gia/Vùng lãnh thổ | Thí sinh              | Cuộc thi                                                      | Đại diện    |
| ---------------------- | --------------------- | ------------------------------------------------------------- | ----------- |
| Argentina              | María Agostina Galfre | Miss Cultura Continental 2023 (Teen Cultura Intercontinental) | Argentina   |
| Bangladesh             | Efa Tabassum          | Miss Celebrity International 2023                             | Bangladesh  |
| Bulgaria               | Kristiyana Yordanova  | Miss Global 2024                                              | Canada      |
| Canada                 | Jessica Bailey        | Miss Supranational 2022                                       | Canada      |
| Costa Rica             | Jussan Sandoval       | Miss Ambar Mundial 2017 (Hoa hậu)                             | Costa Rica  |
| Chile                  | Kelsey Kohler         | Miss Intercontinental 2022                                    | Chile       |
| Cộng hòa Séc           | Alina Demenťjeva      | Elite Model Look 2016 (Top 10)                                | Ukraine     |
| Ecuador                | Paulethe Cajas        | Reina Intercontinental 2018 (Hoa hậu)                         | Ecuador     |
| El Salvador            | Luciana Martínez      | Miss Grand International 2020 (Top 20)                        | El Salvador |
| El Salvador            | Luciana Martínez      | Reinado Internacional del Café 2022 (Á hậu 2)                 | El Salvador |
| El Salvador            | Luciana Martínez      | Miss Supranational 2023 (Top 24)                              | El Salvador |
| Ethiopia               | Hermela Nigussie      | Miss Tourism of the Globe World 2023 (Miss Africa)            | Ethiopia    |
| Honduras               | April Tobie           | Miss Universe 2017                                            | Honduras    |
| Liberia                | Kindness Wilson       | Miss Tourism World 2023                                       | Liberia     |
| Luxembourg             | Chiara Vanderveeren   | Miss Districts International 2015                             | Bỉ          |
| Luxembourg             | Chiara Vanderveeren   | Face of Beauty International 2015                             | Bỉ          |
| Luxembourg             | Chiara Vanderveeren   | Miss Eco Universe 2016                                        | Luxembourg  |
| Luxembourg             | Chiara Vanderveeren   | The Queen of Eurasia 2017                                     | Luxembourg  |
| Luxembourg             | Chiara Vanderveeren   | The Miss Globe 2017                                           | Luxembourg  |
| Luxembourg             | Chiara Vanderveeren   | Miss Tourism World 2017                                       | Luxembourg  |
| Luxembourg             | Chiara Vanderveeren   | Miss Freedom of the World 2017                                | Luxembourg  |
| Luxembourg             | Chiara Vanderveeren   | Miss Supertalent of the World 2017                            | Luxembourg  |
| Luxembourg             | Chiara Vanderveeren   | Reina Intercontinental 2019 (Hoa hậu)                         | Bỉ          |
| Luxembourg             | Chiara Vanderveeren   | Miss European Union 2021                                      | Luxembourg  |
| Luxembourg             | Chiara Vanderveeren   | Miss Grand International 2022                                 | Bỉ          |
| Luxembourg             | Chiara Vanderveeren   | Miss Summer World 2023                                        | Bỉ          |
| Luxembourg             | Chiara Vanderveeren   | Top Model of the World 2023                                   | Bỉ          |
| Malaysia               | Ashlyn Ooi            | Face of Beauty International 2019                             | Malaysia    |
| Moldova                | Arina Mardari         | Miss Supertalent of the World 2022 (Top 10)                   | Moldova     |
| Myanmar                | Khaing Zar Thant      | Face of Beauty International 2023 (Hoa hậu)                   | Myanmar     |
| Hà Lan                 | Christina Lazaros     | Miss Eco Universe 2016                                        | Hy Lạp      |
| Hà Lan                 | Christina Lazaros     | Miss Asia Pacific International 2018                          | Hy Lạp      |
| Nicaragua              | Mariela Cerros        | Miss Orb International 2022 (Á hậu 1)                         | Nicaragua   |
| Nicaragua              | Mariela Cerros        | Miss World 2023                                               | Nicaragua   |
| Paraguay               | Jimena Sosa           | Miss Grand International 2021                                 | Paraguay    |
| Peru                   | Sofia Cajo            | Miss Teen Mundial 2017 (Á hậu 1)                              | Peru        |
| Peru                   | Sofia Cajo            | Miss Europe Continental 2022 (Hoa hậu)                        | Peru        |
| Philippines            | Angelica Lopez        | Miss Asia Global 2022 (Á hậu 1)                               | Philippines |
| Ba Lan                 | Ewa Jakubiec          | Miss Earth 2023                                               | Ba Lan      |
| Bồ Đào Nha             | Maria Rosado          | Miss Earth 2022 (Top 12)                                      | Bồ Đào Nha  |
| Puerto Rico            | Zahira Mariel         | Miss Teen Supranational 2018 (Hoa hậu)                        | Puerto Rico |
| Singapore              | Vanessa Tiara Tay     | Miss Chinese International Pageant 2016 (Hoa hậu)             | Singapore   |
| Nam Phi                | Belindé Schreuder     | Miss 7 Continents 2015                                        | Nam Phi     |
| Nam Phi                | Belindé Schreuder     | World Supermodel 2017 (World Supermodel 2017)                 | Nam Phi     |
| Nam Phi                | Belindé Schreuder     | Queen of Brilliancy International 2017 (Top 15)               | Nam Phi     |
| Nam Phi                | Belindé Schreuder     | Miss United Continents 2018 (Á hậu 4)                         | Nam Phi     |
| Nam Phi                | Belindé Schreuder     | Miss Supranational 2018                                       | Nam Phi     |
| Nam Phi                | Belindé Schreuder     | Miss Grand International 2019 (Top 20)                        | Nam Phi     |
| Nam Phi                | Belindé Schreuder     | Miss Earth 2023 (Top 12)                                      | Nam Phi     |
| Hoa Kỳ                 | Alysa Cook            | Miss Tourism International 2022                               | Hoa Kỳ      |